# Hesperomorpha
Hesperomorpha là một chi bọ cánh cứng trong họ Chrysomelidae.
Chi này được miêu tả khoa học năm 1936 bởi Ogloblin.

## Các loài
Các loài trong chi này gồm:
- Hesperomorpha atra (Chen, 1942)
- Hesperomorpha collaris Kimoto, 1996
- Hesperomorpha hirsuta (Jacoby, 1885)
- Hesperomorpha potanini (Ogloblin, 1936)
- Hesperomorpha taiwana Kimoto, 1996
- Hesperomorpha thailandica Kimoto, 2000